# Campionato IMSA WeatherTech SportsCar 2023
Il Campionato IMSA WeatherTech Sportscar 2023 è la 53ª edizione della categoria di massima rappresentanza dell'endurance negli Stati Uniti e controllata dall'IMSA (International Motor Sports Association). Il campionato IMSA WTSC si chiamava precedentemente United SportsCar Championship; campionato che è nato dalle ceneri dell'ALMS (American Le Mans Series).
Per questa stagione è previsto un calendario di 11 gare che inizierà con la Rolex 24 Ore di Daytona il 28 gennaio e si concluderà con la Petit Le Mans il 14 ottobre, con quattro di questi eventi validi anche per la Michelin Endurance Cup.

## Calendario
| Round | Gara                              | Lunghezza  | Classi                  | Circuito                       | Località                | Data          |
| ----- | --------------------------------- | ---------- | ----------------------- | ------------------------------ | ----------------------- | ------------- |
| 1     | 24 Ore di Daytona                 | 24 ore     | Tutte                   | Daytona International Speedway | Daytona Beach, Florida  | 28–29 gennaio |
| 2     | 12 Ore di Sebring                 | 12 ore     | Tutte                   | Circuito di Sebring            | Sebring, Florida        | 18 marzo      |
| 3     | Acura Grand Prix of Long Beach    | 100 minuti | GTP, GTD Pro, GTD       | Circuito di Long Beach         | Long Beach, California  | 15 aprile     |
| 4     | Motul Course de Monterey          | 160 minuti | GTP, LMP2, GTD Pro, GTD | Circuito di Laguna Seca        | Monterey, California    | 14 maggio     |
| 5     | 6 Ore di Watkins Glen             | 6 ore      | Tutte                   | Watkins Glen International     | Watkins Glen, New York  | 25 giugno     |
| 6     | Chevrolet Grand Prix              | 160 minuti | GTP, LMP3, GTD Pro, GTD | Mosport Park                   | Bowmanville, Ontario    | 9 luglio      |
| 7     | FCP Euro Northeast Grand Prix     | 160 minuti | GTD Pro, GTD            | Lime Rock Park                 | Lakeville, Connecticut  | 22 luglio     |
| 8     | IMSA Sportscar Weekend            | 160 minuti | Tutte                   | Road America                   | Elkhart Lake, Wisconsin | 6 agosto      |
| 9     | Michelin GT Challenge at VIR      | 160 minuti | GTD Pro, GTD            | Virginia International Raceway | Alton, Virginia         | 27 agosto     |
| 10    | Tirerack.com Battle on the Bricks | 160 minuti | Tutte                   | Indianapolis Motor Speedway    | Speedway, Indiana       | 17 settembre  |
| 11    | Motul Petit Le Mans               | 10 ore     | Tutte                   | Michelin Raceway Road Atlanta  | Braselton, Georgia      | 14 ottobre    |

     In giallo le gare che valgono anche per il Michelin Endurance Cup

## Classi
|  |  |  |
|  |  |  |

- Grand Touring Prototype (GTP, LMDh e LMH)
- Le Mans Prototype 2 (LMP2)
- Le Mans Prototype 3 (LMP3)
- GT Daytona (GTD Pro e GTD)

## Scuderie e piloti

### Grand Touring Prototype (GTP)
| Scuderia                                  | Vettura             | Motore                     | #  | Piloti                | Gare          |
| ----------------------------------------- | ------------------- | -------------------------- | -- | --------------------- | ------------- |
| Cadillac Racing                           | Cadillac V-Series.R | Cadillac LMC55R 5.5 L V8   | 01 | Sébastien Bourdais    | 1–6, 8, 10-11 |
| Cadillac Racing                           | Cadillac V-Series.R | Cadillac LMC55R 5.5 L V8   | 01 | Renger van der Zande  | 1–6, 8, 10-11 |
| Cadillac Racing                           | Cadillac V-Series.R | Cadillac LMC55R 5.5 L V8   | 01 | Scott Dixon           | 1-2, 11       |
| Cadillac Racing                           | Cadillac V-Series.R | Cadillac LMC55R 5.5 L V8   | 02 | Earl Bamber           | 1             |
| Cadillac Racing                           | Cadillac V-Series.R | Cadillac LMC55R 5.5 L V8   | 02 | Alex Lynn             | 1             |
| Cadillac Racing                           | Cadillac V-Series.R | Cadillac LMC55R 5.5 L V8   | 02 | Richard Westbrook     | 1             |
| JDC-Miller Motorsports                    | Porsche 963         | Porsche 9RD 4.6 L Turbo V8 | 5  | Mike Rockenfeller     | 4–6, 8, 10-11 |
| JDC-Miller Motorsports                    | Porsche 963         | Porsche 9RD 4.6 L Turbo V8 | 5  | Tijmen van der Helm   | 4–6, 8, 10-11 |
| JDC-Miller Motorsports                    | Porsche 963         | Porsche 9RD 4.6 L Turbo V8 | 5  | Jenson Button         | 11            |
| Porsche Penske Motorsport                 | Porsche 963         | Porsche 9RD 4.6 L Turbo V8 | 6  | Mathieu Jaminet       | 1–6, 8, 10-11 |
| Porsche Penske Motorsport                 | Porsche 963         | Porsche 9RD 4.6 L Turbo V8 | 6  | Nick Tandy            | 1–6, 8, 10-11 |
| Porsche Penske Motorsport                 | Porsche 963         | Porsche 9RD 4.6 L Turbo V8 | 6  | Dane Cameron          | 1-2           |
| Porsche Penske Motorsport                 | Porsche 963         | Porsche 9RD 4.6 L Turbo V8 | 6  | Laurens Vanthoor      | 11            |
| Porsche Penske Motorsport                 | Porsche 963         | Porsche 9RD 4.6 L Turbo V8 | 7  | Matt Campbell         | 1–6, 8, 10-11 |
| Porsche Penske Motorsport                 | Porsche 963         | Porsche 9RD 4.6 L Turbo V8 | 7  | Felipe Nasr           | 1–6, 8, 10-11 |
| Porsche Penske Motorsport                 | Porsche 963         | Porsche 9RD 4.6 L Turbo V8 | 7  | Michael Christensen   | 1-2           |
| Porsche Penske Motorsport                 | Porsche 963         | Porsche 9RD 4.6 L Turbo V8 | 7  | Josef Newgarden       | 11            |
| Wayne Taylor Racing w/ Andretti Autosport | Acura ARX-06        | Honda AR24e 2.4 L Turbo V6 | 10 | Filipe Albuquerque    | 1–6, 8, 10-11 |
| Wayne Taylor Racing w/ Andretti Autosport | Acura ARX-06        | Honda AR24e 2.4 L Turbo V6 | 10 | Ricky Taylor          | 1–6, 8, 10-11 |
| Wayne Taylor Racing w/ Andretti Autosport | Acura ARX-06        | Honda AR24e 2.4 L Turbo V6 | 10 | Louis Delétraz        | 1-2, 5, 11    |
| Wayne Taylor Racing w/ Andretti Autosport | Acura ARX-06        | Honda AR24e 2.4 L Turbo V6 | 10 | Brendon Hartley       | 1             |
| BMW M Team RLL                            | BMW M Hybrid V8     | BMW P66/3 4.0 L Turbo V8   | 24 | Philipp Eng           | 1–6, 8, 10-11 |
| BMW M Team RLL                            | BMW M Hybrid V8     | BMW P66/3 4.0 L Turbo V8   | 24 | Augusto Farfus        | 1–6, 8, 10-11 |
| BMW M Team RLL                            | BMW M Hybrid V8     | BMW P66/3 4.0 L Turbo V8   | 24 | Marco Wittmann        | 1-2, 11       |
| BMW M Team RLL                            | BMW M Hybrid V8     | BMW P66/3 4.0 L Turbo V8   | 24 | Colton Herta          | 1             |
| BMW M Team RLL                            | BMW M Hybrid V8     | BMW P66/3 4.0 L Turbo V8   | 25 | Connor De Phillippi   | 1–6, 8, 10-11 |
| BMW M Team RLL                            | BMW M Hybrid V8     | BMW P66/3 4.0 L Turbo V8   | 25 | Nick Yelloly          | 1–6, 8, 10-11 |
| BMW M Team RLL                            | BMW M Hybrid V8     | BMW P66/3 4.0 L Turbo V8   | 25 | Sheldon van der Linde | 1-2, 11       |
| BMW M Team RLL                            | BMW M Hybrid V8     | BMW P66/3 4.0 L Turbo V8   | 25 | Colton Herta          | 1             |
| Whelen Engineering Racing                 | Cadillac V-Series.R | Cadillac LMC55R 5.5 L V8   | 31 | Pipo Derani           | 1–6, 8, 10-11 |
| Whelen Engineering Racing                 | Cadillac V-Series.R | Cadillac LMC55R 5.5 L V8   | 31 | Alexander Sims        | 1–6, 8, 10-11 |
| Whelen Engineering Racing                 | Cadillac V-Series.R | Cadillac LMC55R 5.5 L V8   | 31 | Jack Aitken           | 1-2, 5, 11    |
| Proton Competition                        | Porsche 963         | Porsche 9RD 4.6 L Turbo V8 | 59 | Gianmaria Bruni       | 8, 10-11      |
| Proton Competition                        | Porsche 963         | Porsche 9RD 4.6 L Turbo V8 | 59 | Harry Tincknell       | 8, 10-11      |
| Proton Competition                        | Porsche 963         | Porsche 9RD 4.6 L Turbo V8 | 59 | Neel Jani             | 11            |
| Meyer Shank Racing w/ Curb-Agajanian      | Acura ARX-06        | Honda AR24e 2.4 L Turbo V6 | 60 | Tom Blomqvist         | 1–6, 8, 10-11 |
| Meyer Shank Racing w/ Curb-Agajanian      | Acura ARX-06        | Honda AR24e 2.4 L Turbo V6 | 60 | Colin Braun           | 1–6, 8, 10-11 |
| Meyer Shank Racing w/ Curb-Agajanian      | Acura ARX-06        | Honda AR24e 2.4 L Turbo V6 | 60 | Helio Castroneves     | 1-2, 11       |
| Meyer Shank Racing w/ Curb-Agajanian      | Acura ARX-06        | Honda AR24e 2.4 L Turbo V6 | 60 | Simon Pagenaud        | 1             |

### Le Mans Prototype 2 (LMP2)
In conformità con i regolamenti LMP2 del 2017, tutte le auto nella classe LMP2 utilizzano il motore Gibson GK428 V8.
| Team                                     | Vettura  | #  | Pilota              | Gare               |
| ---------------------------------------- | -------- | -- | ------------------- | ------------------ |
| CrowdStrike Racing by Algarve Pro Racing | Oreca 07 | 04 | Ben Hanley          | 1–2, 4–5, 8, 10-11 |
| CrowdStrike Racing by Algarve Pro Racing | Oreca 07 | 04 | George Kurtz        | 1–2, 4–5, 8, 10-11 |
| CrowdStrike Racing by Algarve Pro Racing | Oreca 07 | 04 | Nolan Siegel        | 2, 5, 11           |
| CrowdStrike Racing by Algarve Pro Racing | Oreca 07 | 04 | Esteban Gutiérrez   | 1                  |
| CrowdStrike Racing by Algarve Pro Racing | Oreca 07 | 04 | Matt McMurry        | 1                  |
| Tower Motorsport                         | Oreca 07 | 8  | Kyffin Simpson      | 1–2, 5, 11         |
| Tower Motorsport                         | Oreca 07 | 8  | John Farano         | 1-2, 4             |
| Tower Motorsport                         | Oreca 07 | 8  | Scott McLaughlin    | 1–2, 11            |
| Tower Motorsport                         | Oreca 07 | 8  | Louis Delétraz      | 4, 8, 10           |
| Tower Motorsport                         | Oreca 07 | 8  | Josef Newgarden     | 1                  |
| Tower Motorsport                         | Oreca 07 | 8  | Will Stevens        | 5                  |
| Tower Motorsport                         | Oreca 07 | 8  | Salih Yoluç         | 5                  |
| Tower Motorsport                         | Oreca 07 | 8  | Rodrigo Sales       | 8                  |
| Tower Motorsport                         | Oreca 07 | 8  | Dan Goldburg        | 10                 |
| Tower Motorsport                         | Oreca 07 | 8  | Ari Balogh          | 11                 |
| TDS Racing                               | Oreca 07 | 11 | Mikkel Jensen       | 1–2, 4–5, 8, 10-11 |
| TDS Racing                               | Oreca 07 | 11 | Steven Thomas       | 1–2, 4–5, 8, 10-11 |
| TDS Racing                               | Oreca 07 | 11 | Scott Huffaker      | 1-2, 5, 11         |
| TDS Racing                               | Oreca 07 | 11 | Rinus VeeKay        | 1                  |
| TDS Racing                               | Oreca 07 | 35 | Giedo van der Garde | 1–2, 4–5, 8, 10-11 |
| TDS Racing                               | Oreca 07 | 35 | Josh Pierson        | 1–2, 5, 11         |
| TDS Racing                               | Oreca 07 | 35 | François Heriau     | 1-2, 4             |
| TDS Racing                               | Oreca 07 | 35 | John Falb           | 5, 8, 11           |
| TDS Racing                               | Oreca 07 | 35 | Job van Uitert      | 1                  |
| TDS Racing                               | Oreca 07 | 35 | Rodrigo Sales       | 10                 |
| Era Motorsport                           | Oreca 07 | 18 | Ryan Dalziel        | 1–2, 4–5, 8, 10-11 |
| Era Motorsport                           | Oreca 07 | 18 | Dwight Merriman     | 1–2, 4–5, 8, 10-11 |
| Era Motorsport                           | Oreca 07 | 18 | Christian Rasmussen | 1-2, 5, 11         |
| Era Motorsport                           | Oreca 07 | 18 | Oliver Jarvis       | 1                  |
| High Class Racing                        | Oreca 07 | 20 | Ed Jones            | 1–2, 4–5, 8, 10-11 |
| High Class Racing                        | Oreca 07 | 20 | Dennis Andersen     | 1-2, 4, 8, 10-11   |
| High Class Racing                        | Oreca 07 | 20 | Anders Fjordbach    | 1-2, 5, 11         |
| High Class Racing                        | Oreca 07 | 20 | Raffaele Marciello  | 1                  |
| High Class Racing                        | Oreca 07 | 20 | Mark Kvamme         | 5                  |
| Rick Ware Racing                         | Oreca 07 | 51 | Eric Lux            | 1–2, 4–5           |
| Rick Ware Racing                         | Oreca 07 | 51 | Devlin DeFrancesco  | 1-2, 5             |
| Rick Ware Racing                         | Oreca 07 | 51 | Pietro Fittipaldi   | 1-2, 5             |
| Rick Ware Racing                         | Oreca 07 | 51 | Austin Cindric      | 1                  |
| Rick Ware Racing                         | Oreca 07 | 51 | Juan Pablo Montoya  | 4                  |
| PR1/Mathiasen Motorsports                | Oreca 07 | 52 | Paul-Loup Chatin    | 1–2, 4–5, 8, 10-11 |
| PR1/Mathiasen Motorsports                | Oreca 07 | 52 | Ben Keating         | 1–2, 4–5, 8, 10-11 |
| PR1/Mathiasen Motorsports                | Oreca 07 | 52 | Alex Quinn          | 1–2, 5, 11         |
| PR1/Mathiasen Motorsports                | Oreca 07 | 52 | Nicolas Lapierre    | 1                  |
| Proton Competition                       | Oreca 07 | 55 | James Allen         | 1                  |
| Proton Competition                       | Oreca 07 | 55 | Gianmaria Bruni     | 1                  |
| Proton Competition                       | Oreca 07 | 55 | Francesco Pizzi     | 1                  |
| Proton Competition                       | Oreca 07 | 55 | Fred Poordad        | 1                  |
| AF Corse                                 | Oreca 07 | 88 | Nicklas Nielsen     | 1, 5               |
| AF Corse                                 | Oreca 07 | 88 | François Perrodo    | 1, 11              |
| AF Corse                                 | Oreca 07 | 88 | Matthieu Vaxivière  | 1, 11              |
| AF Corse                                 | Oreca 07 | 88 | Julien Canal        | 1                  |
| AF Corse                                 | Oreca 07 | 88 | Luis Pérez Companc  | 5                  |
| AF Corse                                 | Oreca 07 | 88 | Lilou Wadoux        | 5                  |
| AF Corse                                 | Oreca 07 | 88 | Emmanuel Collard    | 11                 |

### Le Mans Prototype 3 (LMP3)
In conformità al regolamento LMP3 del 2020, tutte le auto nella classe LMP3 utilizzano il motore Nissan VK56DE 5.6 L V8.
| Team                         | Vettura            | #  | Pilota              | Gare               |
| ---------------------------- | ------------------ | -- | ------------------- | ------------------ |
| Ave Motorsports              | Ligier JS P320     | 4  | Tõnis Kasemets      | 2, 5, 8            |
| Ave Motorsports              | Ligier JS P320     | 4  | Seth Lucas          | 2, 5, 8            |
| Ave Motorsports              | Ligier JS P320     | 4  | Trenton Estep       | 2, 5               |
| Ave Motorsports              | Ligier JS P320     | 4  | Antoine Comeau      | 6                  |
| Ave Motorsports              | Ligier JS P320     | 4  | George Staikos      | 6                  |
| Ave Motorsports              | Ligier JS P320     | 4  | Kevin Conway        | 10                 |
| Ave Motorsports              | Ligier JS P320     | 4  | John Geesbreght     | 10                 |
| AWA                          | Duqueine M30 - D08 | 13 | Matt Bell           | 1-2, 5-6, 8, 10-11 |
| AWA                          | Duqueine M30 - D08 | 13 | Orey Fidani         | 1-2, 5-6, 8, 10-11 |
| AWA                          | Duqueine M30 - D08 | 13 | Lars Kern           | 1-2, 5, 11         |
| AWA                          | Duqueine M30 - D08 | 13 | Moritz Kranz        | 1                  |
| AWA                          | Duqueine M30 - D08 | 17 | Wayne Boyd          | 1-2, 5-6, 8, 10-11 |
| AWA                          | Duqueine M30 - D08 | 17 | Anthony Mantella    | 1-2, 5-6, 8, 10-11 |
| AWA                          | Duqueine M30 - D08 | 17 | Nicolás Varrone     | 1-2, 5, 11         |
| AWA                          | Duqueine M30 - D08 | 17 | Thomas Merrill      | 1                  |
| Jr III Motorsports           | Ligier JS P320     | 29 | Bijoy Garg          | 8, 10              |
| Jr III Motorsports           | Ligier JS P320     | 29 | Colin Noble         | 8                  |
| Jr III Motorsports           | Ligier JS P320     | 29 | Guilherme Oliveira  | 10                 |
| Jr III Motorsports           | Ligier JS P320     | 30 | Garett Grist        | 2, 5–6, 8, 10–11   |
| Jr III Motorsports           | Ligier JS P320     | 30 | Ari Balogh          | 2, 5–6, 8          |
| Jr III Motorsports           | Ligier JS P320     | 30 | Dakota Dickerson    | 2, 5, 11           |
| Jr III Motorsports           | Ligier JS P320     | 30 | Dylan Murry         | 5                  |
| Jr III Motorsports           | Ligier JS P320     | 30 | Nolan Siegel        | 10                 |
| Jr III Motorsports           | Ligier JS P320     | 30 | Bijoy Garg          | 11                 |
| Sean Creech Motorsport       | Ligier JS P320     | 33 | João Barbosa        | 1–2, 5–6, 8, 10    |
| Sean Creech Motorsport       | Ligier JS P320     | 33 | Lance Willsey       | 1–2, 5–6, 8, 10    |
| Sean Creech Motorsport       | Ligier JS P320     | 33 | Nico Pino           | 1-2, 5, 8          |
| Sean Creech Motorsport       | Ligier JS P320     | 33 | Nolan Siegel        | 1                  |
| Andretti Autosport           | Ligier JS P320     | 36 | Jarett Andretti     | 1–2, 5, 11         |
| Andretti Autosport           | Ligier JS P320     | 36 | Gabby Chaves        | 1–2, 5, 11         |
| Andretti Autosport           | Ligier JS P320     | 36 | Glenn van Berlo     | 2, 5, 11           |
| Andretti Autosport           | Ligier JS P320     | 36 | Dakota Dickerson    | 1                  |
| Andretti Autosport           | Ligier JS P320     | 36 | Rasmus Lindh        | 1                  |
| Performance Tech Motorsports | Ligier JS P320     | 38 | Connor Bloum        | 1, 5, 10           |
| Performance Tech Motorsports | Ligier JS P320     | 38 | Christopher Allen   | 1–2, 5             |
| Performance Tech Motorsports | Ligier JS P320     | 38 | Cameron Shields     | 1, 11              |
| Performance Tech Motorsports | Ligier JS P320     | 38 | John De Angelis     | 1                  |
| Performance Tech Motorsports | Ligier JS P320     | 38 | Robert Mau          | 2                  |
| Performance Tech Motorsports | Ligier JS P320     | 38 | Tristan Nunez       | 2                  |
| Performance Tech Motorsports | Ligier JS P320     | 38 | Alex Kirby          | 5                  |
| Performance Tech Motorsports | Ligier JS P320     | 38 | Alexander Koreiba   | 10                 |
| Performance Tech Motorsports | Ligier JS P320     | 38 | Brian Thienes       | 11                 |
| Performance Tech Motorsports | Ligier JS P320     | 38 | Jonathan Woolridge  | 11                 |
| MRS GT-Racing                | Ligier JS P320     | 43 | Sebastián Álvarez   | 1                  |
| MRS GT-Racing                | Ligier JS P320     | 43 | James French        | 1                  |
| MRS GT-Racing                | Ligier JS P320     | 43 | Danial Frost        | 1                  |
| MRS GT-Racing                | Ligier JS P320     | 43 | Guilherme Oliveira  | 1                  |
| MLT Motorsports              | Ligier JS P320     | 54 | Jason Rabe          | 5, 10              |
| MLT Motorsports              | Ligier JS P320     | 54 | Stevan McAleer      | 5                  |
| MLT Motorsports              | Ligier JS P320     | 54 | Andrew Pinkerton    | 5                  |
| MLT Motorsports              | Ligier JS P320     | 54 | Dakota Dickerson    | 10                 |
| Riley Motorsports            | Ligier JS P320     | 74 | Gar Robinson        | 1-2, 5-6, 8, 10-11 |
| Riley Motorsports            | Ligier JS P320     | 74 | Felipe Fraga        | 1–2, 5–6, 10–11    |
| Riley Motorsports            | Ligier JS P320     | 74 | Josh Burdon         | 1–2, 5, 8, 11      |
| Riley Motorsports            | Ligier JS P320     | 74 | Glenn van Berlo     | 1                  |
| JDC-Miller Motorsports       | Duqueine M30 - D08 | 85 | Till Bechtolsheimer | 1–2, 5, 11         |
| JDC-Miller Motorsports       | Duqueine M30 - D08 | 85 | Daniel Goldburg     | 2, 5, 11           |
| JDC-Miller Motorsports       | Duqueine M30 - D08 | 85 | Tijmen van der Helm | 1-2                |
| JDC-Miller Motorsports       | Duqueine M30 - D08 | 85 | Rasmus Lindh        | 5, 11              |
| JDC-Miller Motorsports       | Duqueine M30 - D08 | 85 | Mason Filippi       | 1                  |
| JDC-Miller Motorsports       | Duqueine M30 - D08 | 85 | Luca Mars           | 1                  |
| JDC-Miller Motorsports       | Duqueine M30 - D08 | 85 | Scott Andrews       | 8                  |
| JDC-Miller Motorsports       | Duqueine M30 - D08 | 85 | Gerry Kraut         | 8                  |
| FastMD Racing                | Duqueine M30 - D08 | 87 | Nick Boulle         | 1                  |
| FastMD Racing                | Duqueine M30 - D08 | 87 | Yu Kanamaru         | 1                  |
| FastMD Racing                | Duqueine M30 - D08 | 87 | Antonio Serravalle  | 1                  |
| FastMD Racing                | Duqueine M30 - D08 | 87 | James Vance         | 1                  |

### GT Daytona (GTD Pro / GTD)
| Scuderia                                | Vettura                                    | Motore                           | #       | Piloti                | Gare             |
| GTD Pro                                 | GTD Pro                                    | GTD Pro                          | GTD Pro | GTD Pro               | GTD Pro          |
| --------------------------------------- | ------------------------------------------ | -------------------------------- | ------- | --------------------- | ---------------- |
| Corvette Racing                         | Chevrolet Corvette C8.R GTD                | Chevrolet LT6 5.5 L V8           | 3       | Antonio García        | Tutte            |
| Corvette Racing                         | Chevrolet Corvette C8.R GTD                | Chevrolet LT6 5.5 L V8           | 3       | Jordan Taylor         | Tutte            |
| Corvette Racing                         | Chevrolet Corvette C8.R GTD                | Chevrolet LT6 5.5 L V8           | 3       | Tommy Milner          | 1–2, 11          |
| Pfaff Motorsports                       | Porsche 911 GT3 R (992)                    | Porsche M97/80 4.2 L Flat-6      | 9       | Klaus Bachler         | Tutte            |
| Pfaff Motorsports                       | Porsche 911 GT3 R (992)                    | Porsche M97/80 4.2 L Flat-6      | 9       | Patrick Pilet         | Tutte            |
| Pfaff Motorsports                       | Porsche 911 GT3 R (992)                    | Porsche M97/80 4.2 L Flat-6      | 9       | Laurens Vanthoor      | 1–2              |
| Pfaff Motorsports                       | Porsche 911 GT3 R (992)                    | Porsche M97/80 4.2 L Flat-6      | 9       | Kévin Estre           | 11               |
| Vasser Sullivan Racing                  | Lexus RC F GT3                             | Toyota 2UR-GSE 5.0 L V8          | 14      | Ben Barnicoat         | Tutte            |
| Vasser Sullivan Racing                  | Lexus RC F GT3                             | Toyota 2UR-GSE 5.0 L V8          | 14      | Jack Hawksworth       | Tutte            |
| Vasser Sullivan Racing                  | Lexus RC F GT3                             | Toyota 2UR-GSE 5.0 L V8          | 14      | Mike Conway           | 1                |
| Vasser Sullivan Racing                  | Lexus RC F GT3                             | Toyota 2UR-GSE 5.0 L V8          | 14      | Kyle Kirkwood         | 2, 11            |
| Heart of Racing Team                    | Aston Martin Vantage AMR GT3               | Aston Martin M177 4.0 L Turbo V8 | 23      | Ross Gunn             | Tutte            |
| Heart of Racing Team                    | Aston Martin Vantage AMR GT3               | Aston Martin M177 4.0 L Turbo V8 | 23      | Alex Riberas          | Tutte            |
| Heart of Racing Team                    | Aston Martin Vantage AMR GT3               | Aston Martin M177 4.0 L Turbo V8 | 23      | David Pittard         | 1–2, 11          |
| MDK Motorsports                         | Porsche 911 GT3 R (992)                    | Porsche M97/80 4.2 L Flat-6      | 53      | Trenton Estep         | 1                |
| MDK Motorsports                         | Porsche 911 GT3 R (992)                    | Porsche M97/80 4.2 L Flat-6      | 53      | Jason Hart            | 1                |
| MDK Motorsports                         | Porsche 911 GT3 R (992)                    | Porsche M97/80 4.2 L Flat-6      | 53      | Mark Kvamme           | 1                |
| MDK Motorsports                         | Porsche 911 GT3 R (992)                    | Porsche M97/80 4.2 L Flat-6      | 53      | Jan Magnussen         | 1                |
| AF Corse                                | Ferrari 296 GT3                            | Ferrari F163CE 3.0 L Turbo V6    | 61      | Simon Mann            | 5, 11            |
| AF Corse                                | Ferrari 296 GT3                            | Ferrari F163CE 3.0 L Turbo V6    | 61      | Miguel Molina         | 5, 11            |
| AF Corse                                | Ferrari 296 GT3                            | Ferrari F163CE 3.0 L Turbo V6    | 61      | Ulysse de Pauw        | 5                |
| AF Corse                                | Ferrari 296 GT3                            | Ferrari F163CE 3.0 L Turbo V6    | 61      | James Calado          | 11               |
| Risi Competizione                       | Ferrari 296 GT3                            | Ferrari F163CE 3.0 L Turbo V6    | 62      | Davide Rigon          | 1–2, 5, 11       |
| Risi Competizione                       | Ferrari 296 GT3                            | Ferrari F163CE 3.0 L Turbo V6    | 62      | Daniel Serra          | 1–2, 5, 11       |
| Risi Competizione                       | Ferrari 296 GT3                            | Ferrari F163CE 3.0 L Turbo V6    | 62      | Alessandro Pier Guidi | 1, 11            |
| Risi Competizione                       | Ferrari 296 GT3                            | Ferrari F163CE 3.0 L Turbo V6    | 62      | James Calado          | 1                |
| Risi Competizione                       | Ferrari 296 GT3                            | Ferrari F163CE 3.0 L Turbo V6    | 62      | Gabriel Casagrande    | 2                |
| Iron Lynx                               | Lamborghini Huracán GT3 Evo 2              | Lamborghini DGF 5.2 L V10        | 63      | Jordan Pepper         | 1–2, 5, 11       |
| Iron Lynx                               | Lamborghini Huracán GT3 Evo 2              | Lamborghini DGF 5.2 L V10        | 63      | Romain Grosjean       | 1–2              |
| Iron Lynx                               | Lamborghini Huracán GT3 Evo 2              | Lamborghini DGF 5.2 L V10        | 63      | Andrea Caldarelli     | 1, 5             |
| Iron Lynx                               | Lamborghini Huracán GT3 Evo 2              | Lamborghini DGF 5.2 L V10        | 63      | Mirko Bortolotti      | 1, 11            |
| Iron Lynx                               | Lamborghini Huracán GT3 Evo 2              | Lamborghini DGF 5.2 L V10        | 63      | Franck Perera         | 2, 11            |
| TGM/TF Sport                            | Aston Martin Vantage AMR GT3               | Aston Martin M177 4.0 L Turbo V8 | 64      | Ted Giovanis          | 1                |
| TGM/TF Sport                            | Aston Martin Vantage AMR GT3               | Aston Martin M177 4.0 L Turbo V8 | 64      | Hugh Plumb            | 1                |
| TGM/TF Sport                            | Aston Martin Vantage AMR GT3               | Aston Martin M177 4.0 L Turbo V8 | 64      | Matt Plumb            | 1                |
| TGM/TF Sport                            | Aston Martin Vantage AMR GT3               | Aston Martin M177 4.0 L Turbo V8 | 64      | Owen Trinkler         | 1                |
| WeatherTech Racing                      | Mercedes-AMG GT3 Evo                       | Mercedes-AMG M159 6.2 L V8       | 79      | Jules Gounon          | Tutte            |
| WeatherTech Racing                      | Mercedes-AMG GT3 Evo                       | Mercedes-AMG M159 6.2 L V8       | 79      | Daniel Juncadella     | Tutte            |
| WeatherTech Racing                      | Mercedes-AMG GT3 Evo                       | Mercedes-AMG M159 6.2 L V8       | 79      | Maro Engel            | 1–2, 11          |
| WeatherTech Racing                      | Mercedes-AMG GT3 Evo                       | Mercedes-AMG M159 6.2 L V8       | 79      | Cooper MacNeil        | 1                |
| Turner Motorsport                       | BMW M4 GT3                                 | BMW P58 3.0 L Turbo I6           | 95      | Bill Auberlen         | 1–2, 5           |
| Turner Motorsport                       | BMW M4 GT3                                 | BMW P58 3.0 L Turbo I6           | 95      | John Edwards          | 1–2, 5           |
| Turner Motorsport                       | BMW M4 GT3                                 | BMW P58 3.0 L Turbo I6           | 95      | Chandler Hull         | 1–2, 5           |
| Turner Motorsport                       | BMW M4 GT3                                 | BMW P58 3.0 L Turbo I6           | 95      | Bruno Spengler        | 1                |
| GTD                                     |                                            |                                  |         |                       |                  |
| Triarsi Competizione                    | Ferrari 296 GT3                            | Ferrari F163CE 3.0 L Turbo V6    | 023     | Alessio Rovera        | 1–2, 5, 11       |
| Triarsi Competizione                    | Ferrari 296 GT3                            | Ferrari F163CE 3.0 L Turbo V6    | 023     | Charlie Scardina      | 1–2, 5, 11       |
| Triarsi Competizione                    | Ferrari 296 GT3                            | Ferrari F163CE 3.0 L Turbo V6    | 023     | Onofrio Triarsi       | 1–2, 5, 11       |
| Triarsi Competizione                    | Ferrari 296 GT3                            | Ferrari F163CE 3.0 L Turbo V6    | 023     | Andrea Bertolini      | 1                |
| Paul Miller Racing                      | BMW M4 GT3                                 | BMW P58 3.0 L Turbo I6           | 1       | Bryan Sellers         | Tutte            |
| Paul Miller Racing                      | BMW M4 GT3                                 | BMW P58 3.0 L Turbo I6           | 1       | Madison Snow          | Tutte            |
| Paul Miller Racing                      | BMW M4 GT3                                 | BMW P58 3.0 L Turbo I6           | 1       | Corey Lewis           | 1–2, 5, 11       |
| Paul Miller Racing                      | BMW M4 GT3                                 | BMW P58 3.0 L Turbo I6           | 1       | Maxime Martin         | 1                |
| Vasser Sullivan Racing                  | Lexus RC F GT3                             | Toyota 2UR-GSE 5.0 L V8          | 12      | Frankie Montecalvo    | Tutte            |
| Vasser Sullivan Racing                  | Lexus RC F GT3                             | Toyota 2UR-GSE 5.0 L V8          | 12      | Aaron Telitz          | Tutte            |
| Vasser Sullivan Racing                  | Lexus RC F GT3                             | Toyota 2UR-GSE 5.0 L V8          | 12      | Parker Thompson       | 1–2, 5, 11       |
| Vasser Sullivan Racing                  | Lexus RC F GT3                             | Toyota 2UR-GSE 5.0 L V8          | 12      | Kyle Kirkwood         | 1                |
| Lone Star Racing                        | Mercedes-AMG GT3 Evo                       | Mercedes-AMG M159 6.2 L V8       | 15      | Scott Andrews         | 10               |
| Lone Star Racing                        | Mercedes-AMG GT3 Evo                       | Mercedes-AMG M159 6.2 L V8       | 15      | Anton Dias Perera     | 10               |
| Wright Motorsports                      | Porsche 911 GT3 R (992)                    | Porsche M97/80 4.2 L Flat-6      | 16      | Ryan Hardwick         | 1–2, 5, 11       |
| Wright Motorsports                      | Porsche 911 GT3 R (992)                    | Porsche M97/80 4.2 L Flat-6      | 16      | Jan Heylen            | 1–2, 5, 11       |
| Wright Motorsports                      | Porsche 911 GT3 R (992)                    | Porsche M97/80 4.2 L Flat-6      | 16      | Zacharie Robichon     | 1–2, 5, 11       |
| Wright Motorsports                      | Porsche 911 GT3 R (992)                    | Porsche M97/80 4.2 L Flat-6      | 16      | Dennis Olsen          | 1                |
| Wright Motorsports                      | Porsche 911 GT3 R (992)                    | Porsche M97/80 4.2 L Flat-6      | 77      | Alan Brynjolfsson     | Tutte            |
| Wright Motorsports                      | Porsche 911 GT3 R (992)                    | Porsche M97/80 4.2 L Flat-6      | 77      | Trent Hindman         | Tutte            |
| Wright Motorsports                      | Porsche 911 GT3 R (992)                    | Porsche M97/80 4.2 L Flat-6      | 77      | Maxwell Root          | 1–2, 5, 11       |
| Wright Motorsports                      | Porsche 911 GT3 R (992)                    | Porsche M97/80 4.2 L Flat-6      | 77      | Kévin Estre           | 1                |
| Iron Lynx                               | Lamborghini Huracán GT3 Evo 2              | Lamborghini DGF 5.2 L V10        | 19      | Raffaele Giammaria    | 1                |
| Iron Lynx                               | Lamborghini Huracán GT3 Evo 2              | Lamborghini DGF 5.2 L V10        | 19      | Rolf Ineichen         | 1                |
| Iron Lynx                               | Lamborghini Huracán GT3 Evo 2              | Lamborghini DGF 5.2 L V10        | 19      | Franck Perera         | 1                |
| Iron Lynx                               | Lamborghini Huracán GT3 Evo 2              | Lamborghini DGF 5.2 L V10        | 19      | Claudio Schiavoni     | 1                |
| Iron Dames                              | Lamborghini Huracán GT3 Evo 2              | Lamborghini DGF 5.2 L V10        | 83      | Rahel Frey            | 1–2, 5, 11       |
| Iron Dames                              | Lamborghini Huracán GT3 Evo 2              | Lamborghini DGF 5.2 L V10        | 83      | Michelle Gatting      | 1–2, 5, 11       |
| Iron Dames                              | Lamborghini Huracán GT3 Evo 2              | Lamborghini DGF 5.2 L V10        | 83      | Doriane Pin           | 1, 5, 11         |
| Iron Dames                              | Lamborghini Huracán GT3 Evo 2              | Lamborghini DGF 5.2 L V10        | 83      | Sarah Bovy            | 1–2              |
| AF Corse                                | Ferrari 296 GT3                            | Ferrari F163CE 3.0 L Turbo V6    | 21      | Francesco Castellacci | 1–2              |
| AF Corse                                | Ferrari 296 GT3                            | Ferrari F163CE 3.0 L Turbo V6    | 21      | Simon Mann            | 1–2              |
| AF Corse                                | Ferrari 296 GT3                            | Ferrari F163CE 3.0 L Turbo V6    | 21      | Miguel Molina         | 1–2              |
| AF Corse                                | Ferrari 296 GT3                            | Ferrari F163CE 3.0 L Turbo V6    | 21      | Luis Pérez Companc    | 1                |
| Cetilar Racing                          | Ferrari 296 GT3                            | Ferrari F163CE 3.0 L Turbo V6    | 47      | Antonio Fuoco         | 1–2, 5, 11       |
| Cetilar Racing                          | Ferrari 296 GT3                            | Ferrari F163CE 3.0 L Turbo V6    | 47      | Roberto Lacorte       | 1–2, 5, 11       |
| Cetilar Racing                          | Ferrari 296 GT3                            | Ferrari F163CE 3.0 L Turbo V6    | 47      | Giorgio Sernagiotto   | 1–2, 5, 11       |
| Cetilar Racing                          | Ferrari 296 GT3                            | Ferrari F163CE 3.0 L Turbo V6    | 47      | Alessandro Balzan     | 1                |
| Heart of Racing Team                    | Aston Martin Vantage AMR GT3               | Aston Martin M177 4.0 L Turbo V8 | 27      | Roman De Angelis      | Tutte            |
| Heart of Racing Team                    | Aston Martin Vantage AMR GT3               | Aston Martin M177 4.0 L Turbo V8 | 27      | Marco Sørensen        | Tutte            |
| Heart of Racing Team                    | Aston Martin Vantage AMR GT3               | Aston Martin M177 4.0 L Turbo V8 | 27      | Ian James             | 1–2, 5, 11       |
| Heart of Racing Team                    | Aston Martin Vantage AMR GT3               | Aston Martin M177 4.0 L Turbo V8 | 27      | Darren Turner         | 1                |
| Korthoff Preston Motorsports            | Mercedes-AMG GT3 Evo                       | Mercedes-AMG M159 6.2 L V8       | 32      | Mikaël Grenier        | Tutte            |
| Korthoff Preston Motorsports            | Mercedes-AMG GT3 Evo                       | Mercedes-AMG M159 6.2 L V8       | 32      | Mike Skeen            | Tutte            |
| Korthoff Preston Motorsports            | Mercedes-AMG GT3 Evo                       | Mercedes-AMG M159 6.2 L V8       | 32      | Kenton Koch           | 1–2, 5, 11       |
| Korthoff Preston Motorsports            | Mercedes-AMG GT3 Evo                       | Mercedes-AMG M159 6.2 L V8       | 32      | Maximilian Götz       | 1                |
| NTE Sport                               | Lamborghini Huracán GT3 Evo 2              | Lamborghini DGF 5.2 L V10        | 42      | Jaden Conwright       | 1, 5             |
| NTE Sport                               | Lamborghini Huracán GT3 Evo 2              | Lamborghini DGF 5.2 L V10        | 42      | Alessio Deledda       | 1                |
| NTE Sport                               | Lamborghini Huracán GT3 Evo 2              | Lamborghini DGF 5.2 L V10        | 42      | Kerong Li             | 1                |
| NTE Sport                               | Lamborghini Huracán GT3 Evo 2              | Lamborghini DGF 5.2 L V10        | 42      | Robert Megennis       | 1                |
| NTE Sport                               | Lamborghini Huracán GT3 Evo 2              | Lamborghini DGF 5.2 L V10        | 42      | Luke Berkeley         | 5                |
| NTE Sport                               | Lamborghini Huracán GT3 Evo 2              | Lamborghini DGF 5.2 L V10        | 42      | Rob Ferriol           | 5                |
| Magnus Racing                           | Aston Martin Vantage AMR GT3               | Aston Martin M177 4.0 L Turbo V8 | 44      | Andy Lally            | 1–2, 4–5, 11     |
| Magnus Racing                           | Aston Martin Vantage AMR GT3               | Aston Martin M177 4.0 L Turbo V8 | 44      | John Potter           | 1–2, 4–5, 11     |
| Magnus Racing                           | Aston Martin Vantage AMR GT3               | Aston Martin M177 4.0 L Turbo V8 | 44      | Spencer Pumpelly      | 1–2, 5, 11       |
| Magnus Racing                           | Aston Martin Vantage AMR GT3               | Aston Martin M177 4.0 L Turbo V8 | 44      | Nicki Thiim           | 1                |
| Winward Racing                          | Mercedes-AMG GT3 Evo                       | Mercedes-AMG M159 6.2 L V8       | 57      | Russell Ward          | Tutte            |
| Winward Racing                          | Mercedes-AMG GT3 Evo                       | Mercedes-AMG M159 6.2 L V8       | 57      | Philip Ellis          | 1–4, 6–11        |
| Winward Racing                          | Mercedes-AMG GT3 Evo                       | Mercedes-AMG M159 6.2 L V8       | 57      | Indy Dontje           | 1–2, 5, 11       |
| Winward Racing                          | Mercedes-AMG GT3 Evo                       | Mercedes-AMG M159 6.2 L V8       | 57      | Daniel Morad          | 1                |
| Winward Racing                          | Mercedes-AMG GT3 Evo                       | Mercedes-AMG M159 6.2 L V8       | 57      | Raffaele Marciello    | 5                |
| Gradient Racing                         | Acura NSX GT3 Evo22                        | Honda JNC1 3.5 L Turbo V6        | 66      | Katherine Legge       | Tutte            |
| Gradient Racing                         | Acura NSX GT3 Evo22                        | Honda JNC1 3.5 L Turbo V6        | 66      | Sheena Monk           | Tutte            |
| Gradient Racing                         | Acura NSX GT3 Evo22                        | Honda JNC1 3.5 L Turbo V6        | 66      | Marc Miller           | 1–2, 5, 11       |
| Gradient Racing                         | Acura NSX GT3 Evo22                        | Honda JNC1 3.5 L Turbo V6        | 66      | Mario Farnbacher      | 1                |
| Inception Racing                        | McLaren 720S GT3 1 McLaren 720S GT3 Evo 10 | McLaren M840T 4.0 L Turbo V8     | 70      | Brendan Iribe         | Tutte            |
| Inception Racing                        | McLaren 720S GT3 1 McLaren 720S GT3 Evo 10 | McLaren M840T 4.0 L Turbo V8     | 70      | Frederik Schandorff   | Tutte            |
| Inception Racing                        | McLaren 720S GT3 1 McLaren 720S GT3 Evo 10 | McLaren M840T 4.0 L Turbo V8     | 70      | Ollie Millroy         | 1–2, 5, 11       |
| Inception Racing                        | McLaren 720S GT3 1 McLaren 720S GT3 Evo 10 | McLaren M840T 4.0 L Turbo V8     | 70      | Marvin Kirchhöfer     | 1                |
| SunEnergy1 Racing                       | Mercedes-AMG GT3 Evo                       | Mercedes-AMG M159 6.2 L V8       | 75      | Kenny Habul           | 1                |
| SunEnergy1 Racing                       | Mercedes-AMG GT3 Evo                       | Mercedes-AMG M159 6.2 L V8       | 75      | Axcil Jefferies       | 1                |
| SunEnergy1 Racing                       | Mercedes-AMG GT3 Evo                       | Mercedes-AMG M159 6.2 L V8       | 75      | Fabian Schiller       | 1                |
| SunEnergy1 Racing                       | Mercedes-AMG GT3 Evo                       | Mercedes-AMG M159 6.2 L V8       | 75      | Luca Stolz            | 1                |
| Forte Racing powered by US RaceTronics  | Lamborghini Huracán GT3 Evo 2              | Lamborghini DGF 5.2 L V10        | 78      | Misha Goikhberg       | Tutte            |
| Forte Racing powered by US RaceTronics  | Lamborghini Huracán GT3 Evo 2              | Lamborghini DGF 5.2 L V10        | 78      | Loris Spinelli        | Tutte            |
| Forte Racing powered by US RaceTronics  | Lamborghini Huracán GT3 Evo 2              | Lamborghini DGF 5.2 L V10        | 78      | Benjamín Hites        | 1–2              |
| Forte Racing powered by US RaceTronics  | Lamborghini Huracán GT3 Evo 2              | Lamborghini DGF 5.2 L V10        | 78      | Patrick Liddy         | 5, 11            |
| Forte Racing powered by US RaceTronics  | Lamborghini Huracán GT3 Evo 2              | Lamborghini DGF 5.2 L V10        | 78      | Marco Mapelli         | 1                |
| AO Racing Team                          | Porsche 911 GT3 R (992)                    | Porsche M97/80 4.2 L Flat-6      | 80      | Sebastian Priaulx     | Tutte            |
| AO Racing Team                          | Porsche 911 GT3 R (992)                    | Porsche M97/80 4.2 L Flat-6      | 80      | P. J. Hyett           | 1–3, 5–11        |
| AO Racing Team                          | Porsche 911 GT3 R (992)                    | Porsche M97/80 4.2 L Flat-6      | 80      | Gunnar Jeannette      | 1–2, 4–5, 11     |
| AO Racing Team                          | Porsche 911 GT3 R (992)                    | Porsche M97/80 4.2 L Flat-6      | 80      | Harry Tincknell       | 1                |
| Kelly-Moss w/ Riley                     | Porsche 911 GT3 R (992)                    | Porsche M97/80 4.2 L Flat-6      | 91      | Kay van Berlo         | 1–10             |
| Kelly-Moss w/ Riley                     | Porsche 911 GT3 R (992)                    | Porsche M97/80 4.2 L Flat-6      | 91      | Alan Metni            | 1–10             |
| Kelly-Moss w/ Riley                     | Porsche 911 GT3 R (992)                    | Porsche M97/80 4.2 L Flat-6      | 91      | Jaxon Evans           | 1–2, 5           |
| Kelly-Moss w/ Riley                     | Porsche 911 GT3 R (992)                    | Porsche M97/80 4.2 L Flat-6      | 91      | Julien Andlauer       | 1                |
| Kelly-Moss w/ Riley                     | Porsche 911 GT3 R (992)                    | Porsche M97/80 4.2 L Flat-6      | 92      | Alec Udell            | Tutte            |
| Kelly-Moss w/ Riley                     | Porsche 911 GT3 R (992)                    | Porsche M97/80 4.2 L Flat-6      | 92      | David Brule           | 1–2, 5–6, 8–11   |
| Kelly-Moss w/ Riley                     | Porsche 911 GT3 R (992)                    | Porsche M97/80 4.2 L Flat-6      | 92      | Julien Andlauer       | 2, 4–5, 7, 11    |
| Kelly-Moss w/ Riley                     | Porsche 911 GT3 R (992)                    | Porsche M97/80 4.2 L Flat-6      | 92      | Jeroen Bleekemolen    | 1, 3             |
| Kelly-Moss w/ Riley                     | Porsche 911 GT3 R (992)                    | Porsche M97/80 4.2 L Flat-6      | 92      | Andrew Davis          | 1                |
| Racers Edge Motorsports w/ WTR Andretti | Acura NSX GT3 Evo22                        | Honda JNC1 3.5 L Turbo V6        | 93      | Ashton Harrison       | 1–3, 5, 8, 10–11 |
| Racers Edge Motorsports w/ WTR Andretti | Acura NSX GT3 Evo22                        | Honda JNC1 3.5 L Turbo V6        | 93      | Danny Formal          | 1–2, 5, 11       |
| Racers Edge Motorsports w/ WTR Andretti | Acura NSX GT3 Evo22                        | Honda JNC1 3.5 L Turbo V6        | 93      | Kyle Marcelli         | 1–2, 5, 10–11    |
| Racers Edge Motorsports w/ WTR Andretti | Acura NSX GT3 Evo22                        | Honda JNC1 3.5 L Turbo V6        | 93      | Mario Farnbacher      | 3, 8             |
| Racers Edge Motorsports w/ WTR Andretti | Acura NSX GT3 Evo22                        | Honda JNC1 3.5 L Turbo V6        | 93      | Ryan Briscoe          | 1                |
| Andretti Autosport                      | Aston Martin Vantage AMR GT3               | Aston Martin M177 4.0 L Turbo V8 | 94      | Jarett Andretti       | 4, 7, 10         |
| Andretti Autosport                      | Aston Martin Vantage AMR GT3               | Aston Martin M177 4.0 L Turbo V8 | 94      | Gabby Chaves          | 4, 7, 10         |
| Turner Motorsport                       | BMW M4 GT3                                 | BMW P58 3.0 L Turbo I6           | 96      | Robby Foley           | Tutte            |
| Turner Motorsport                       | BMW M4 GT3                                 | BMW P58 3.0 L Turbo I6           | 96      | Patrick Gallagher     | Tutte            |
| Turner Motorsport                       | BMW M4 GT3                                 | BMW P58 3.0 L Turbo I6           | 96      | Michael Dinan         | 1–2, 5, 11       |
| Turner Motorsport                       | BMW M4 GT3                                 | BMW P58 3.0 L Turbo I6           | 96      | Jens Klingmann        | 1                |
| Turner Motorsport                       | BMW M4 GT3                                 | BMW P58 3.0 L Turbo I6           | 97      | Bill Auberlen         | 3–4, 6–11        |
| Turner Motorsport                       | BMW M4 GT3                                 | BMW P58 3.0 L Turbo I6           | 97      | Chandler Hull         | 3–4, 6–11        |
| Turner Motorsport                       | BMW M4 GT3                                 | BMW P58 3.0 L Turbo I6           | 97      | Thomas Merrill        | 11               |

## Risultati
Il grassetto indica il vincitore assoluto.
| Gara | Circuito     | Team vincitore GTP                                         | Team vincitore LMP2                                      | Team vincitore LMP3                                        |                                                          | Team vincitore GTD Pro                                  | Team vincitore GTD | Resoconto |
| Gara | Circuito     | Piloti vincitori GTP                                       | Piloti vincitori LMP2                                    | Piloti vincitori LMP3                                      | Piloti vincitori GTD Pro                                 | Piloti vincitori GTD                                    |                    | Resoconto |
| ---- | ------------ | ---------------------------------------------------------- | -------------------------------------------------------- | ---------------------------------------------------------- | -------------------------------------------------------- | ------------------------------------------------------- | ------------------ | --------- |
| 1    | Daytona      | #60 Meyer Shank Racing w/ Curb-Agajanian                   | #55 Proton Competition                                   | #17 AWA                                                    | #79 WeatherTech Racing                                   | #27 Heart of Racing Team                                | Resoconto          |           |
| 1    | Daytona      | Tom Blomqvist Colin Braun Hélio Castroneves Simon Pagenaud | James Allen Gianmaria Bruni Francesco Pizzi Fred Poordad | Wayne Boyd Anthony Mantella Thomas Merrill Nicolás Varrone | Maro Engel Jules Gounon Daniel Juncadella Cooper MacNeil | Roman De Angelis Ian James Marco Sørensen Darren Turner | Resoconto          |           |
| 2    | Sebring      | #31 Whelen Engineering Racing                              | #8 Tower Motorsports                                     | #74 Riley Motorsports                                      | #9 Pfaff Motorsports                                     | #1 Paul Miller Racing                                   | Resoconto          |           |
| 2    | Sebring      | Jack Aitken Pipo Derani Alexander Sims                     | John Farano Scott McLaughlin Kyffin Simpson              | Josh Burdon Felipe Fraga Gar Robinson                      | Klaus Bachler Patrick Pilet Laurens Vanthoor             | Corey Lewis Bryan Sellers Madison Snow                  | Resoconto          |           |
| 3    | Long Beach   | #6 Porsche Penske Motorsport                               | Non partecipano                                          | Non partecipano                                            | #14 Vasser Sullivan Racing                               | #1 Paul Miller Racing                                   |                    |           |
| 3    | Long Beach   | Mathieu Jaminet Nick Tandy                                 | Non partecipano                                          | Non partecipano                                            | Ben Barnicoat Jack Hawksworth                            | Bryan Sellers Madison Snow                              |                    |           |
| 4    | Laguna Seca  | #1 Cadillac Racing                                         | #11 TDS Racing                                           | Non partecipano                                            | #79 WeatherTech Racing                                   | #91 Kelly-Moss w/ Riley                                 |                    |           |
| 4    | Laguna Seca  | Sébastien Bourdais Renger van der Zande                    | Mikkel Jensen Steven Thomas                              | Non partecipano                                            | Jules Gounon Daniel Juncadella                           | Kay van Berlo Alan Metni                                |                    |           |
| 5    | Watkins Glen | #25 BMW M Team RLL                                         | #04 CrowdStrike Racing by APR                            | #74 Riley Motorsports                                      | #14 Vasser Sullivan Racing                               | #12 Vasser Sullivan Racing                              |                    |           |
| 5    | Watkins Glen | Nick Yelloly Connor De Phillippi                           | Ben Hanley George Kurtz Nolan Siegel                     | Josh Burdon Felipe Fraga Gar Robinson                      | Ben Barnicoat Jack Hawksworth                            | Frankie Montecalvo Aaron Telitz Parker Thompson         |                    |           |
| 6    | Mosport      | #60 Meyer Shank Racing w/ Curb-Agajanian                   | Non partecipano                                          | #74 Riley Motorsports                                      | #3 Corvette Racing                                       | #1 Paul Miller Racing                                   |                    |           |
| 6    | Mosport      | Tom Blomqvist Colin Braun                                  | Non partecipano                                          | Felipe Fraga Gar Robinson                                  | Antonio García Jordan Taylor                             | Bryan Sellers Madison Snow                              |                    |           |
| 7    | Lime Rock    | Non partecipano                                            | Non partecipano                                          | Non partecipano                                            | #23 Heart of Racing Team                                 | #27 Heart of Racing Team                                |                    |           |
| 7    | Lime Rock    | Non partecipano                                            | Non partecipano                                          | Non partecipano                                            | Ross Gunn Alex Riberas                                   | Roman De Angelis Marco Sørensen                         |                    |           |
| 8    | Road America | #7 Porsche Penske Motorsport                               | #52 PR1/Mathiasen Motorsports                            | #74 Riley Motorsports                                      | #23 Heart of Racing Team                                 | #1 Paul Miller Racing                                   |                    |           |
| 8    | Road America | Matt Campbell Felipe Nasr                                  | Paul-Loup Chatin Ben Keating                             | Josh Burdon Gar Robinson                                   | Ross Gunn Alex Riberas                                   | Bryan Sellers Madison Snow                              |                    |           |
| 9    | VIR          | Non partecipano                                            | Non partecipano                                          | Non partecipano                                            | #3 Corvette Racing                                       | #1 Paul Miller Racing                                   |                    |           |
| 9    | VIR          | Non partecipano                                            | Non partecipano                                          | Non partecipano                                            | Antonio García Jordan Taylor                             | Bryan Sellers Madison Snow                              |                    |           |
| 10   | IMS          | #6 Porsche Penske Motorsport                               | #11 TDS Racing                                           | #17 AWA                                                    | #79 WeatherTech Racing                                   | #57 Winward Racing                                      |                    |           |
| 10   | IMS          | Mathieu Jaminet Nick Tandy                                 | Mikkel Jensen Steven Thomas                              | Wayne Boyd Anthony Mantella                                | Jules Gounon Daniel Juncadella                           | Russell Ward Philip Ellis                               |                    |           |
| 11   | Road Atlanta | #60 Meyer Shank Racing w/ Curb-Agajanian                   | #04 CrowdStrike Racing by APR                            | #30 JR III Motorsports                                     | #79 WeatherTech Racing                                   | #78 Forte Racing Powered by US RaceTronics              |                    |           |
| 11   | Road Atlanta | Tom Blomqvist Colin Braun Hélio Castroneves                | Ben Hanley George Kurtz Nolan Siegel                     | Bijoy Garg Dakota Dickerson Garett Grist                   | Jules Gounon Daniel Juncadella Maro Engel                | Misha Goikhberg Patrick Liddy Loris Spinelli            |                    |           |

## Classifiche
| Posizione  | 1º  | 2º  | 3º  | 4º  | 5º  | 6º  | 7º  | 8º  | 9º  | 10º | 11º | 12º | 13º | 14º | 15º | 16º | 17º | 18º | 19º | 20º | 21º | 22º | 23º | 24º | 25º | 26º | 27º | 28º | 29º | 30º+ |
| ---------- | --- | --- | --- | --- | --- | --- | --- | --- | --- | --- | --- | --- | --- | --- | --- | --- | --- | --- | --- | --- | --- | --- | --- | --- | --- | --- | --- | --- | --- | ---- |
| Qualifiche | 35  | 32  | 30  | 28  | 26  | 25  | 24  | 23  | 22  | 21  | 20  | 19  | 18  | 17  | 16  | 15  | 14  | 13  | 12  | 11  | 10  | 9   | 8   | 7   | 6   | 5   | 4   | 3   | 2   | 1    |
| Gara       | 350 | 320 | 300 | 280 | 260 | 250 | 240 | 230 | 220 | 210 | 200 | 190 | 180 | 170 | 160 | 150 | 140 | 130 | 120 | 110 | 100 | 90  | 80  | 70  | 60  | 50  | 40  | 30  | 20  | 10   |

### Michelin Endurance Cup
Il sistema a punti per la Michelin Endurance Cup è diverso dal normale sistema a punti. I punti vengono assegnati su base 5–4–3–2 per piloti, team e costruttori. La prima posizione finale ad ogni intervallo guadagna cinque punti, quattro punti per la seconda posizione, tre punti per la terza, con due punti assegnati per la quarta e ogni successiva posizione finale.
| Posizione  | 1 | 2 | 3 | Altre posizioni |
| ---------- | - | - | - | --------------- |
| Qualifiche | 5 | 4 | 3 | 2               |

### Classifica Piloti

#### Classifica: Grand Touring Prototype (GTP)
| Pos. | Piloti                                  | DAY | SEB | LBH | LGA | WGL | MOS | ROA | IMS | ATL | Punti | MEC |
| ---- | --------------------------------------- | --- | --- | --- | --- | --- | --- | --- | --- | --- | ----- | --- |
| 1    | Pipo Derani Alexander Sims              | 5   | 1   | 5   | 3   | 2   | 7   | 6   | 4   | 6   | 2733  | 40  |
| 2    | Filipe Albuquerque Ricky Taylor         | 2   | 4   | 7   | 4   | 6   | 2   | 3   | 5   | 9   | 2712  | 34  |
| 3    | Tom Blomqvist Colin Braun               | 1   | 6   | 6   | 6   | 3   | 1   | 2   | 6   | 1   | 2711  | 21  |
| 4    | Mathieu Jaminet Nick Tandy              | 8   | 3   | 1   | 2   | 9   | 5   | 7   | 1   | 10  | 2691  | 27  |
| 5    | Matt Campbell Felipe Nasr               | 7   | 5   | 3   | 9   | 7   | 6   | 1   | 2   | 4   | 2691  | 30  |
| 6    | Connor De Phillippi Nick Yelloly        | 9   | 2   | 2   | 8   | 1   | 3   | 10  | 3   | 7   | 2687  | 29  |
| 7    | Sébastien Bourdais Renger van der Zande | 3   | 7   | 8   | 1   | 5   | 9   | 4   | 7   | 2   | 2673  | 38  |
| 8    | Philipp Eng Augusto Farfus              | 6   | 8   | 4   | 5   | 8   | 8   | 9   | 10  | 8   | 2341  | 25  |
| 9    | Tijmen van der Helm Mike Rockenfeller   |     |     |     | 7   | 4   | 4   | 5   | 8   | 5   | 1660  | 10  |
| 10   | Jack Aitken                             | 5   | 1   |     |     | 2   |     |     |     | 6   | 1263  | 40  |
| 11   | Louis Delétraz                          | 2   | 4   |     |     | 6   |     |     |     | 9   | 1165  | 34  |
| 12   | Scott Dixon                             | 3   | 7   |     |     |     |     |     |     | 2   | 952   | 34  |
| 13   | Sheldon van der Linde                   | 9   | 2   |     |     |     |     |     |     | 7   | 851   | 22  |
| 14   | Hélio Castroneves                       | 1   | 6   |     |     |     |     |     |     | 1   | 839   | 15  |
| 15   | Gianmaria Bruni Harry Tincknell         |     |     |     |     |     |     | 8   | 9   | 3   | 814   | 7   |
| 16   | Marco Wittmann                          | 6   | 8   |     |     |     |     |     |     | 8   | 789   | 21  |
| 17   | Dane Cameron                            | 8   | 3   |     |     |     |     |     |     |     | 580   | 15  |
| 18   | Michael Christensen                     | 7   | 5   |     |     |     |     |     |     |     | 556   | 17  |
| 19   | Brendon Hartley                         | 2   |     |     |     |     |     |     |     |     | 350   | 14  |
| 20   | Neel Jani                               |     |     |     |     |     |     |     |     | 3   | 321   | 7   |
| 21   | Earl Bamber Alex Lynn Richard Westbrook | 4   |     |     |     |     |     |     |     |     | 306   | 9   |
| 22   | Josef Newgarden                         |     |     |     |     |     |     |     |     | 4   | 304   | 9   |
| 23   | Jenson Button                           |     |     |     |     |     |     |     |     | 5   | 282   | 6   |
| 24   | Colton Herta                            | 6   |     |     |     |     |     |     |     |     | 274   | 8   |
| 25   | Laurens Vanthoor                        |     |     |     |     |     |     |     |     | 10  | 236   | 6   |
| 26   | Simon Pagenaud                          | 1   |     |     |     |     |     |     |     |     | 185   | 18  |
| Pos. | Piloti                                  | DAY | SEB | LBH | LGA | WGL | MOS | ROA | IMS | ATL | Punti | MEC |

#### Classifica: Le Mans Prototipe 2 (LMP2)
| Pos. | Piloti                                                   | DAY‡ | SEB | LGA | WGL | ELK | IMS | ATL | Punti | MEC |
| ---- | -------------------------------------------------------- | ---- | --- | --- | --- | --- | --- | --- | ----- | --- |
| 1    | Paul-Loup Chatin Ben Keating                             | 7    | 4   | 2   | 3   | 1   | 4   | 3   | 1995  | 39  |
| 2    | Ben Hanley George Kurtz                                  | 2    | 5   | 3   | 1   | 7   | 3   | 1   | 1958  | 42  |
| 3    | Mikkel Jensen Steven Thomas                              | 10   | 2   | 1   | 7   | 3   | 1   | 8   | 1942  | 34  |
| 4    | Giedo van der Garde                                      | 4    | 8   | 4   | 4   | 2   | 5   | 2   | 1832  | 33  |
| 5    | Ryan Dalziel Dwight Merriman                             | 9    | 3   | 7   | 2   | 6   | 6   | 5   | 1740  | 29  |
| 6    | Ed Jones                                                 | 8    | 6   | 6   | 8   | 5   | 7   | 6   | 1605  | 24  |
| 7    | Dennis Andersen                                          | 8    | 6   | 6   |     | 5   | 4   | 6   | 1375  | 20  |
| 8    | Nolan Siegel                                             |      | 5   |     | 1   |     |     | 1   | 1016  | 30  |
| 9    | John Falb                                                |      |     |     | 4   | 2   |     | 2   | 974   | 14  |
| 10   | Alex Quinn                                               | 7    | 4   |     | 3   |     |     | 3   | 950   | 39  |
| 11   | Christian Rasmussen                                      | 9    | 3   |     | 2   |     |     | 5   | 926   | 29  |
| 12   | Louis Delétraz                                           |      |     | 8   |     | 4   | 2   |     | 912   | 0   |
| 13   | Kyffin Simpson                                           | 5    | 1   |     | 5   |     |     | 7   | 899   | 30  |
| 14   | Josh Pierson                                             | 4    | 8   |     | 4   |     |     | 2   | 892   | 33  |
| 15   | Scott Huffaker                                           | 10   | 2   |     | 7   |     |     | 8   | 852   | 34  |
| 16   | Anders Fjordbach                                         | 8    | 6   |     | 8   |     |     | 6   | 781   | 24  |
| 17   | Eric Lux                                                 | 6    | 7   | 5   | 9   |     |     |     | 770   | 18  |
| 18   | Scott McLaughlin                                         | 5    | 1   |     |     |     |     | 7   | 639   | 26  |
| 19   | John Farano                                              | 5    | 1   | 8   |     |     |     |     | 629   | 20  |
| 20   | Rodrigo Sales                                            |      |     |     |     | 4   |     |     | 312   | 0   |
| 21   | François Heriau                                          | 4    | 8   | 4   |     |     |     |     | 570   | 19  |
| 22   | Devlin DeFrancesco Pietro Fittipaldi                     | 6    | 7   |     | 9   |     |     |     | 484   | 18  |
| 23   | Dan Goldburg                                             |      |     |     |     |     | 2   |     | 346   | 0   |
| 24   | François Perrodo Matthieu Vaxivière                      | 3    |     |     |     |     |     | 4   | 306   | 17  |
| 25   | Emmanuel Collard                                         |      |     |     |     |     |     | 4   | 306   | 6   |
| 26   | Juan Pablo Montoya                                       |      |     | 5   |     |     |     |     | 286   | 0   |
| 27   | Ari Balogh                                               |      |     |     |     |     |     | 7   | 264   | 6   |
| 28   | Will Stevens Salih Yoluç                                 |      |     |     | 5   |     |     |     | 260   | 4   |
| 29   | Nicklas Nielsen                                          | 3    |     |     | 6   |     |     |     | 250   | 15  |
| 30   | Luis Pérez Companc Lilou Wadoux                          |      |     |     | 6   |     |     |     | 250   | 4   |
| 31   | Mark Kvamme                                              |      |     |     | 8   |     |     |     | 230   | 4   |
| 32   | James Allen Gianmaria Bruni Francesco Pizzi Fred Poordad | 1    |     |     |     |     |     |     | 0     | 14  |
| 33   | Esteban Gutiérrez Matt McMurry                           | 2    |     |     |     |     |     |     | 0     | 12  |
| 34   | Julien Canal                                             | 3    |     |     |     |     |     |     | 0     | 11  |
| 35   | Job van Uitert                                           | 4    |     |     |     |     |     |     | 0     | 13  |
| 36   | Josef Newgarden                                          | 5    |     |     |     |     |     |     | 0     | 8   |
| 37   | Austin Cindric                                           | 6    |     |     |     |     |     |     | 0     | 8   |
| 38   | Nicolas Lapierre                                         | 7    |     |     |     |     |     |     | 0     | 11  |
| 39   | Raffaele Marciello                                       | 8    |     |     |     |     |     |     | 0     | 8   |
| 40   | Oliver Jarvis                                            | 9    |     |     |     |     |     |     | 0     | 8   |
| 41   | Rinus VeeKay                                             | 10   |     |     |     |     |     |     | 0     | 11  |
| Pos. | Piloti                                                   | DAY‡ | SEB | LGA | WGL | ELK | IMS | ATL | Punti | MEC |

‡: Gare valide solo per la Michelin Endurance Cup

#### Classifica: Le Mans Prototype 3 (LMP3)
| Pos. | Piloti                                                 | DAY‡ | SEB | WGL | MOS | ELK | IMS | ATL | Punti | MEC |
| ---- | ------------------------------------------------------ | ---- | --- | --- | --- | --- | --- | --- | ----- | --- |
| 1    | Gar Robinson                                           | 9    | 1   | 1   | 1   | 1   | 2   | 3   | 2162  | 42  |
| 2    | Garett Grist                                           |      | 8   | 2   | 2   | 4   | 3   | 1   | 1945  | 31  |
| 3    | Matt Bell Orey Fidani                                  | 4    | 2   | 5   | 4   | 3   | 5   | 2   | 1882  | 32  |
| 4    | Wayne Boyd Anthony Mantella                            | 1    | 4   | 3   | 3   | 5   | 1   | 6   | 1870  | 34  |
| 5    | Josh Burdon                                            | 9    | 1   | 1   |     | 1   | 2   | 3   | 1777  | 42  |
| 6    | Felipe Fraga                                           | 9    | 1   | 1   | 1   |     |     | 3   | 1439  | 42  |
| 7    | João Barbosa                                           | 2    | 7   | 7   | 5   | 2   | 6   |     | 1415  | 28  |
| 8    | Dakota Dickerson                                       | 7    | 8   | 2   |     |     | 8   | 1   | 1213  | 42  |
| 9    | Lance Willsey                                          | 2    | 7   | 7   | 5   |     | 6   |     | 1060  | 28  |
| 10   | Bijoy Garg                                             |      |     |     |     | 8   | 4   | 1   | 957   | 14  |
| 11   | Lars Kern                                              | 4    | 2   | 5   |     |     |     | 2   | 952   | 32  |
| 12   | Ari Balogh                                             |      | 8   | WD  | 2   | 4   |     |     | 913   | 10  |
| 13   | Nicolás Varrone                                        | 1    | 4   | 3   |     |     |     | 6   | 882   | 34  |
| 14   | Till Bechtolsheimer                                    | 5    | 3   | 9   |     |     |     | 4   | 864   | 25  |
| 15   | Dan Goldburg                                           |      | 3   | 9   |     |     |     | 4   | 864   | 17  |
| 16   | Nico Pino                                              | 2    | 7   | 7   |     | 2   |     |     | 858   | 28  |
| 17   | Glenn van Berlo                                        | 9    | 9   | 4   |     |     |     | 7   | 810   | 27  |
| 18   | Gabby Chaves Jarett Andretti                           | 7    | 9   | 4   |     |     |     | 7   | 810   | 30  |
| 19   | Tõnis Kasemets Seth Lucas                              |      | 5   | 6   |     | 6   |     |     | 808   | 10  |
| 20   | Trenton Estep                                          |      | 5   | 6   |     |     |     |     | 532   | 10  |
| 21   | Rasmus Lindh                                           | 7    |     | 9   |     |     |     | 4   | 532   | 21  |
| 22   | Christopher Allen                                      | 3    | 6   | 10  |     |     |     |     | 485   | 20  |
| 23   | Jason Rabe                                             |      |     | 8   |     |     | 8   |     | 485   | 4   |
| 24   | Connor Bloum                                           | 3    |     | 10  |     |     | 9   |     | 458   | 14  |
| 25   | Nolan Siegel                                           | 2    |     |     |     |     | 3   |     | 332   | 18  |
| 26   | Tijmen van der Helm                                    | 5    | 3   |     |     |     |     |     | 332   | 15  |
| 27   | Dylan Murry                                            |      |     | 2   |     |     |     |     | 320   | 7   |
| 28   | Guilherme Oliveira                                     | 8    |     |     |     |     | 4   |     | 315   | 9   |
| 29   | Cameron Shields                                        | 3    |     |     |     |     |     | 5   | 285   | 16  |
| 30   | Brian Thienes Jonathan Woolridge                       |      |     |     |     |     |     | 5   | 285   | 6   |
| 31   | Antoine Comeau George Staikos                          |      |     |     | 6   |     |     |     | 276   | 0   |
| 32   | Robert Mau Tristan Nunez                               |      | 6   |     |     |     |     |     | 275   | 6   |
| 33   | Kevin Conway John Geesbreght                           |      |     |     |     |     | 7   |     | 264   | 0   |
| 34   | Scott Andrews Gerry Kraut                              |      |     |     |     | 7   |     |     | 263   | 0   |
| 35   | Colin Noble                                            |      |     |     |     | 8   |     |     | 262   | 0   |
| 36   | Alexander Koreiba                                      |      |     |     |     |     | 9   |     | 248   | 0   |
| 37   | Stevan McAleer Andrew Pinkerton                        |      |     | 8   |     |     |     |     | 230   | 4   |
| 38   | Alex Kirby                                             |      |     | 10  |     |     |     |     | 210   | 4   |
| 39   | Thomas Merrill                                         | 1    |     |     |     |     |     |     | 0     | 15  |
| 40   | John De Angelis                                        | 3    |     |     |     |     |     |     | 0     | 10  |
| 41   | Moritz Kranz                                           | 4    |     |     |     |     |     |     | 0     | 8   |
| 42   | Mason Filippi Luca Mars                                | 5    |     |     |     |     |     |     | 0     | 8   |
| 43   | Nick Boulle Yu Kanamaru Antonio Serravalle James Vance | 6    |     |     |     |     |     |     | 0     | 9   |
| 44   | Sebastián Álvarez Danial Frost James French            | 8    |     |     |     |     |     |     | 0     | 9   |
| Pos. | Piloti                                                 | DAY‡ | SEB | WGL | MOS | ELK | IMS | ATL | Punti | MEC |

‡: Gare valide solo per la Michelin Endurance Cup

#### Classifica: GT Daytona Pro (GTD Pro)
| Pos. | Piloti                                             | DAY | SEB | LBH | LGA | WGL | MOS | LIM | ELK | VIR | IMS | ATL | Punti | MEC |
| ---- | -------------------------------------------------- | --- | --- | --- | --- | --- | --- | --- | --- | --- | --- | --- | ----- | --- |
| 1    | Ben Barnicoat Jack Hawksworth                      | 3   | 2   | 1   | 2   | 1   | 4   | 2   | 2   | 2   | 3   | 8   | 3760  | 37  |
| 2    | Daniel Juncadella Jules Gounon                     | 1   | 3   | 5   | 1   | 4   | 3   | 5   | 5   | 5   | 1   | 1   | 3648  | 42  |
| 3    | Antonio García Jordan Taylor                       | 2   | 5   | 2   | 4   | 3   | 1   | 4   | 3   | 1   | 5   | 7   | 3579  | 38  |
| 4    | Klaus Bachler Patrick Pilet                        | 5   | 1   | 3   | 3   | 5   | 2   | 3   | 4   | 3   | 4   | 2   | 3578  | 33  |
| 5    | Ross Gunn Alex Riberas                             | 7   | 8   | 4   | 5   | 6   | 5   | 1   | 1   | 4   | 2   | 4   | 3427  | 32  |
| 6    | Davide Rigon Daniel Serra                          | 10  | 6   |     |     | 2   |     |     |     |     |     | 3   | 1192  | 28  |
| 7    | Jordan Pepper                                      | 4   | 4   |     |     | 9   |     |     |     |     |     | 6   | 1137  | 30  |
| 8    | Maro Engel                                         | 1   | 3   |     |     |     |     |     |     |     |     | 1   | 1088  | 38  |
| 9    | Tommy Milner                                       | 2   | 5   |     |     |     |     |     |     |     |     | 7   | 915   | 33  |
| 10   | David Pittard                                      | 7   | 8   |     |     |     |     |     |     |     |     | 4   | 837   | 27  |
| 11   | Bill Auberlen John Edwards Chandler Hull           | 9   | 7   |     |     | 7   |     |     |     |     |     |     | 773   | 18  |
| 12   | Laurens Vanthoor                                   | 5   | 1   |     |     |     |     |     |     |     |     |     | 659   | 18  |
| 13   | Kyle Kirkwood                                      |     | 2   |     |     |     |     |     |     |     |     | 8   | 617   | 17  |
| 14   | Romain Grosjean                                    | 4   | 4   |     |     |     |     |     |     |     |     |     | 612   | 14  |
| 15   | Franck Perera                                      |     | 4   |     |     |     |     |     |     |     |     | 6   | 579   | 15  |
| 16   | Mirko Bortolotti                                   | 4   |     |     |     |     |     |     |     |     |     | 6   | 579   | 17  |
| 17   | Alessandro Pier Guidi                              | 10  |     |     |     |     |     |     |     |     |     | 3   | 559   | 15  |
| 18   | Andrea Caldarelli                                  | 4   |     |     |     | 9   |     |     |     |     |     |     | 558   | 15  |
| 19   | Simon Mann Miguel Molina                           |     |     |     |     | 8   |     |     |     |     |     | 5   | 537   | 10  |
| 20   | James Calado                                       | 10  |     |     |     |     |     |     |     |     |     | 5   | 517   | 14  |
| 21   | Cooper MacNeil                                     | 1   |     |     |     |     |     |     |     |     |     |     | 385   | 18  |
| 22   | Kévin Estre                                        |     |     |     |     |     |     |     |     |     |     | 2   | 348   | 11  |
| 23   | Mike Conway                                        | 3   |     |     |     |     |     |     |     |     |     |     | 330   | 11  |
| 24   | Gabriel Casagrande                                 |     | 6   |     |     |     |     |     |     |     |     |     | 278   | 7   |
| 25   | Ulysse de Pauw                                     |     |     |     |     | 8   |     |     |     |     |     |     | 253   | 4   |
| 26   | Trenton Estep Jason Hart Mark Kvamme Jan Magnussen | 6   |     |     |     |     |     |     |     |     |     |     | 250   | 8   |
| 27   | Bruno Spengler                                     | 9   |     |     |     |     |     |     |     |     |     |     | 245   | 8   |
| 28   | Ted Giovanis Hugh Plumb Matt Plumb Owen Trinkler   | 8   |     |     |     |     |     |     |     |     |     |     | 230   | 8   |
| Pos. | Piloti                                             | DAY | SEB | LBH | LGA | WGL | MOS | LIM | ELK | VIR | IMS | ATL | Punti | MEC |

#### Classifica: GT Daytona (GTD)
| Pos. | Piloti                                                           | DAY | SEB | LBH | LGA | WGL | MOS | LIM | ELK | VIR | IMS | ATL | Punti | MEC |
| ---- | ---------------------------------------------------------------- | --- | --- | --- | --- | --- | --- | --- | --- | --- | --- | --- | ----- | --- |
| 1    | Bryan Sellers Madison Snow                                       | 8   | 1   | 1   | 10  | 2   | 1   | 8   | 1   | 1   | 3   | 18  | 3482  | 31  |
| 2    | Roman De Angelis Marco Sørensen                                  | 1   | 15  | 2   | 8   | 6   | 4   | 1   | 7   | 12  | 4   | 5   | 3221  | 36  |
| 3    | Aaron Telitz Frankie Montecalvo                                  | 5   | 5   | 3   | 14  | 1   | 6   | 12  | 5   | 5   | 14  | 16  | 2927  | 28  |
| 4    | Robby Foley Patrick Gallagher                                    | 17  | 2   | 8   | 7   | 13  | 13  | 4   | 12  | 2   | 5   | 2   | 2924  | 31  |
| 5    | Misha Goikhberg Loris Spinelli                                   | 7   | 17  | 7   | 9   | 7   | 14  | 5   | 4   | 13  | 2   | 1   | 2921  | 27  |
| 6    | Brendan Iribe Frederik Schandorff                                | 3   | 4   | 6   | 5   | 15  | 2   | 13  | 2   | 7   | 16  | 19  | 2853  | 27  |
| 7    | Mikaël Grenier Mike Skeen                                        | 15  | 10  | 4   | 15  | 12  | 3   | 10  | 3   | 11  | 9   | 6   | 2773  | 39  |
| 8    | Alan Brynjolfsson Trent Hindman                                  | 11  | 8   | 10  | 6   | 11  | 7   | 3   | 14  | 9   | 6   | 3   | 2757  | 25  |
| 9    | Alec Udell                                                       | 21  | 3   | 13  | 3   | 10  | 12  | 2   | 13  | 14  | 8   | 4   | 2652  | 25  |
| 10   | Russell Ward                                                     | 13  | 18  | 5   | 12  | 20  | 10  | 9   | 15  | 3   | 1   | 9   | 2562  | 29  |
| 11   | Katherine Legge Sheena Monk                                      | 4   | 12  | 9   | 13  | 5   | 11  | 6   | 10  | 10  | 13  | 15  | 2552  | 25  |
| 12   | Philip Ellis                                                     | 13  | 18  | 5   | 12  |     | 10  | 9   | 15  | 3   | 1   | 9   | 2431  | 25  |
| 13   | Kay van Berlo Alan Metni                                         | 16  | 7   | 12  | 1   | 17  | 9   | 14  | 9   | 8   | 11  |     | 2289  | 18  |
| 14   | Sebastian Priaulx                                                | 14  | 16  | DNS | 11  | 14  | 8   | 7   | 11  | 6   | 10  | 8   | 2245  | 24  |
| 15   | Bill Auberlen Chandler Hull                                      |     |     | 11  | 2   |     | 5   | 11  | 6   | 4   | 7   | 7   | 2175  | 8   |
| 16   | P. J. Hyett                                                      | 14  | 16  | DNS |     | 14  | 8   | 7   | 11  | 6   | 10  | 8   | 2015  | 24  |
| 17   | David Brule                                                      | 21  | 3   |     |     | 10  | 12  |     | 13  | 14  | 8   | 4   | 1777  | 25  |
| 18   | Julien Andlauer                                                  | 16  | 3   |     | 3   | 10  |     | 2   |     |     |     | 4   | 1667  | 25  |
| 19   | Ashton Harrison                                                  | 6   | 19  | DNS |     | 8   |     |     | 8   |     | 17  | 14  | 1300  | 24  |
| 20   | Andy Lally John Potter                                           | 2   | 9   |     | 4   | 9   |     |     |     |     |     | 17  | 1264  | 29  |
| 21   | Parker Thompson                                                  | 5   | 5   |     |     | 1   |     |     |     |     |     | 16  | 1138  | 28  |
| 22   | Corey Lewis                                                      | 8   | 1   |     |     | 2   |     |     |     |     |     | 18  | 1127  | 31  |
| 23   | Ian James                                                        | 1   | 15  |     |     | 6   |     |     |     |     |     | 5   | 1125  | 36  |
| 24   | Ryan Hardwick Jan Heylen Zacharie Robichon                       | 9   | 6   |     |     | 3   |     |     |     |     |     | 11  | 1052  | 26  |
| 25   | Michael Dinan                                                    | 17  | 2   |     |     | 13  |     |     |     |     |     | 2   | 1044  | 31  |
| 26   | Kyle Marcelli                                                    | 6   | 19  |     |     | 8   |     |     |     |     | 17  | 14  | 1029  | 24  |
| 27   | Gunnar Jeannette                                                 | 14  | 16  |     | 11  | 14  |     |     |     |     |     | 8   | 995   | 24  |
| 28   | Maxwell Root                                                     | 11  | 8   |     |     | 11  |     |     |     |     |     | 3   | 989   | 25  |
| 29   | Marc Miller                                                      | 4   | 12  |     |     | 5   |     |     |     |     |     | 15  | 972   | 25  |
| 30   | Spencer Pumpelly                                                 | 2   | 9   |     |     | 9   |     |     |     |     |     | 17  | 969   | 29  |
| 31   | Ollie Millroy                                                    | 3   | 4   |     |     | 15  |     |     |     |     |     | 19  | 956   | 27  |
| 32   | Kenton Koch                                                      | 15  | 10  |     |     | 12  |     |     |     |     |     | 6   | 897   | 39  |
| 33   | Danny Formal                                                     | 6   | 19  |     |     | 8   |     |     |     |     |     | 14  | 869   | 24  |
| 34   | Alessio Rovera Charlie Scardina Onofrio Triarsi                  | 10  | 20  |     |     | 4   |     |     |     |     |     | 10  | 863   | 24  |
| 35   | Rahel Frey Michelle Gatting                                      | 18  | 11  |     |     | 16  |     |     |     |     |     | 12  | 770   | 24  |
| 36   | Indy Dontje                                                      | 13  | 18  |     |     | 20  |     |     |     |     |     | 9   | 707   | 29  |
| 37   | Patrick Liddy                                                    |     |     |     |     | 7   |     |     |     |     |     | 1   | 645   | 13  |
| 38   | Antonio Fuoco Roberto Lacorte Giorgio Sernagiotto                | 23  | 14  |     |     | 18  |     |     |     |     |     | 13  | 637   | 27  |
| 39   | Jaxon Evans                                                      | 16  | 7   |     |     | 17  |     |     |     |     |     |     | 581   | 18  |
| 40   | Mario Farnbacher                                                 | 4   |     | DNS |     |     |     |     | 8   |     |     |     | 579   | 8   |
| 41   | Jarett Andretti Gabby Chaves                                     |     |     |     | 16  |     |     | 15  |     |     | 12  |     | 555   | 0   |
| 42   | Doriane Pin                                                      | 18  |     |     |     | 16  |     |     |     |     |     | 12  | 550   | 18  |
| 43   | Benjamín Hites                                                   | 7   | 17  |     |     |     |     |     |     |     |     |     | 421   | 14  |
| 44   | Darren Turner                                                    | 1   |     |     |     |     |     |     |     |     |     |     | 375   | 18  |
| 45   | Sarah Bovy                                                       | 18  | 11  |     |     |     |     |     |     |     |     |     | 368   | 14  |
| 46   | Nicki Thiim                                                      | 2   |     |     |     |     |     |     |     |     |     |     | 340   | 11  |
| 47   | Francesco Castellacci Simon Mann Miguel Molina                   | 19  | 13  |     |     |     |     |     |     |     |     |     | 337   | 14  |
| 48   | Marvin Kirchhöfer                                                | 3   |     |     |     |     |     |     |     |     |     |     | 326   | 11  |
| 49   | Jeroen Bleekemolen                                               | 21  |     | 13  |     |     |     |     |     |     |     |     | 311   | 8   |
| 50   | Kyle Kirkwood                                                    | 5   |     |     |     |     |     |     |     |     |     |     | 284   | 8   |
| 51   | Ryan Briscoe                                                     | 6   |     |     |     |     |     |     |     |     |     |     | 280   | 8   |
| 52   | Thomas Merrill                                                   |     |     |     |     |     |     |     |     |     |     | 7   | 268   | 8   |
| 53   | Jaden Conwright                                                  | 20  |     |     |     | 19  |     |     |     |     |     |     | 265   | 12  |
| 54   | Marco Mapelli                                                    | 7   |     |     |     |     |     |     |     |     |     |     | 257   | 8   |
| 55   | Maxime Martin                                                    | 8   |     |     |     |     |     |     |     |     |     |     | 252   | 8   |
| 56   | Dennis Olsen                                                     | 9   |     |     |     |     |     |     |     |     |     |     | 239   | 8   |
| 57   | Andrea Bertolini                                                 | 10  |     |     |     |     |     |     |     |     |     |     | 221   | 8   |
| 58   | Kévin Estre                                                      | 11  |     |     |     |     |     |     |     |     |     |     | 215   | 8   |
| 59   | Maximilian Götz                                                  | 15  |     |     |     |     |     |     |     |     |     |     | 192   | 13  |
| 60   | Raffaele Giammaria Rolf Ineichen Franck Perera Claudio Schiavoni | 12  |     |     |     |     |     |     |     |     |     |     | 190   | 8   |
| 61   | Daniel Morad                                                     | 13  |     |     |     |     |     |     |     |     |     |     | 189   | 10  |
| 62   | Harry Tincknell                                                  | 14  |     |     |     |     |     |     |     |     |     |     | 182   | 8   |
| 63   | Scott Andrews Anton Dias Perera                                  |     |     |     |     |     |     |     |     |     | 15  |     | 175   | 0   |
| 64   | Jens Klingmann                                                   | 17  |     |     |     |     |     |     |     |     |     |     | 161   | 8   |
| 65   | Luke Berkeley Rob Ferriol                                        |     |     |     |     | 19  |     |     |     |     |     |     | 145   | 4   |
| 66   | Luis Pérez Companc                                               | 19  |     |     |     |     |     |     |     |     |     |     | 136   | 8   |
| 67   | Raffaele Marciello                                               |     |     |     |     | 20  |     |     |     |     |     |     | 131   | 4   |
| 68   | Kenny Habul Axcil Jefferies Fabian Schiller Luca Stolz           | 22  |     |     |     |     |     |     |     |     |     |     | 125   | 9   |
| 69   | Alessio Deledda Kerong Li Robert Megennis                        | 20  |     |     |     |     |     |     |     |     |     |     | 120   | 8   |
| 70   | Andrew Davis                                                     | 21  |     |     |     |     |     |     |     |     |     |     | 114   | 8   |
| 71   | Alessandro Balzan                                                | 23  |     |     |     |     |     |     |     |     |     |     | 103   | 8   |
| Pos. | Piloti                                                           | DAY | SEB | LBH | LGA | WGL | MOS | LIM | ELK | VIR | IMS | ATL | Punti | MEC |

### Classifica Costruttori

#### Classifica: Grand Touring Prototype (GTP)
| Pos. | Costruttore | DAY | SEB | LBH | LGA | WGL | MOS | ELK | IMS | ATL | Punti | MEC |
| ---- | ----------- | --- | --- | --- | --- | --- | --- | --- | --- | --- | ----- | --- |
| 1    | Cadillac    | 3   | 1   | 5   | 1   | 2   | 7   | 4   | 4   | 2   | 3096  | 53  |
| 2    | Porsche     | 7   | 3   | 1   | 2   | 4   | 4   | 1   | 1   | 3   | 3080  | 37  |
| 3    | Acura       | 1   | 4   | 6   | 4   | 3   | 1   | 2   | 5   | 1   | 3076  | 46  |
| 4    | BMW         | 6   | 2   | 2   | 5   | 1   | 3   | 9   | 3   | 7   | 2998  | 32  |
| Pos. | Costruttore | DAY | SEB | LBH | LGA | WGL | MOS | ELK | IMS | ATL | Punti | MEC |

#### Classifica: GT Daytona Pro (GTD Pro)
| Pos. | Costruttore  | DAY | SEB | LBH | LGA | WGL | MOS | LIM | ELK | VIR | IMS | ATL | Punti | MEC |
| ---- | ------------ | --- | --- | --- | --- | --- | --- | --- | --- | --- | --- | --- | ----- | --- |
| 1    | Lexus        | 3   | 2   | 1   | 2   | 1   | 4   | 2   | 2   | 2   | 3   | 8   | 3770  | 37  |
| 2    | Mercedes-AMG | 1   | 3   | 5   | 1   | 4   | 3   | 5   | 5   | 5   | 1   | 1   | 3648  | 42  |
| 3    | Chevrolet    | 2   | 5   | 2   | 4   | 3   | 1   | 4   | 3   | 1   | 5   | 7   | 3589  | 38  |
| 4    | Porsche      | 5   | 1   | 3   | 3   | 5   | 2   | 3   | 4   | 3   | 4   | 2   | 3578  | 33  |
| 5    | Aston Martin | 7   | 8   | 4   | 5   | 6   | 5   | 1   | 1   | 4   | 2   | 4   | 3438  | 32  |
| 6    | Ferrari      | 10  | 6   |     |     | 2   |     |     |     |     |     | 3   | 1212  | 28  |
| 7    | Lamborghini  | 4   | 4   |     |     | 9   |     |     |     |     |     | 6   | 1158  | 30  |
| 8    | BMW          | 9   | 7   |     |     | 7   |     |     |     |     |     |     | 793   | 18  |
| Pos. | Costruttore  | DAY | SEB | LBH | LGA | WGL | MOS | LIM | ELK | VIR | IMS | ATL | Punti | MEC |

#### Classifica: GT Daytona (GTD)
| Pos. | Costruttore  | DAY | SEB | LBH | LGA | WGL | MOS | LIM | ELK | VIR | IMS | ATL | Punti | MEC |
| ---- | ------------ | --- | --- | --- | --- | --- | --- | --- | --- | --- | --- | --- | ----- | --- |
| 1    | BMW          | 8   | 1   | 1   | 2   | 2   | 1   | 4   | 1   | 1   | 3   | 2   | 3888  | 40  |
| 2    | Aston Martin | 1   | 9   | 2   | 4   | 6   | 4   | 1   | 7   | 12  | 4   | 5   | 3484  | 37  |
| 3    | Porsche      | 9   | 3   | 10  | 1   | 3   | 7   | 2   | 9   | 6   | 6   | 3   | 3334  | 29  |
| 4    | Mercedes-AMG | 13  | 10  | 4   | 12  | 12  | 3   | 9   | 3   | 3   | 1   | 6   | 3326  | 42  |
| 5    | Lexus        | 5   | 5   | 3   | 14  | 1   | 6   | 12  | 5   | 5   | 14  | 16  | 3289  | 29  |
| 6    | McLaren      | 3   | 4   | 6   | 5   | 15  | 2   | 13  | 2   | 11  | 16  | 19  | 3253  | 30  |
| 7    | Lamborghini  | 7   | 11  | 7   | 9   | 7   | 14  | 5   | 4   | 13  | 2   | 1   | 3247  | 27  |
| 8    | Acura        | 4   | 12  | 9   | 13  | 5   | 11  | 6   | 8   | 10  | 13  | 14  | 3030  | 27  |
| 9    | Ferrari      | 10  | 13  |     |     | 4   |     |     |     |     |     | 10  | 1077  | 27  |
| Pos. | Costruttore  | DAY | SEB | LBH | LGA | WGL | MOS | LIM | ELK | VIR | IMS | ATL | Punti | MEC |